# The Platinum Collection (Enigma)
The Platinum Collection è una raccolta dei Enigma  pubblicata nell'autunno del 2009.

## Tracce
CD1 The Greatest Hits
1. Sadeness (Part 1) - 4:19
2. Mea Culpa (Orthodox Version) - 4:00
3. Principles Of Lust - 3:25
4. Rivers Of Belief - 4:19
5. Return To Innocence - 4:08
6. Age Of Loneliness - 4:14
7. Out From The Deep - 4:29
8. Beyond The Invisible - 4:30
9. T.N.T. For The Brain - 4:00
10. Gravity Of Love - 3:57
11. Push The Limits - 3:52
12. Turn Around - 3:53
13. Voyageur - 3:51
14. Boum-Boum - 3:43
15. Following The Sun - 4:15
16. Seven Lives - 3:46
17. La Puerta Del Cielo - 3:32

CD2 The Remixes Collection
1. Sadeness Part I (U.S. Violent Mix) - 5:03
2. Mea Culpa (Fading Shades Mix) - 6:15
3. Principles Of Lust (Everlasting Lust Mix) - 5:07
4. Return To Innocence (Long & Alive Version) - 7:07
5. Age Of Loneliness (Enigmatic Club Mix) - 6:21
6. Out From The Deep (168 Bpm) (Trance Mix) - 5:48
7. T.N.T. For The Brain (Midnight Man Remix) - 5:56
8. Gravity Of Love (140 Bpm) (Judgement Day Club Mix) - 6:12
9. Push The Limits (133 Bpm) (ATB Remix) - 8:28
10. Voyageur (Club Mix) - 6:21
11. Boum-Boum (Chicane Club Edit) - 5:01
12. Dreaming Of Andromeda (Jean F. Cochois Remix) - 7:28

CD3 The Lost Ones
1. Lost One - 3:28
2. Lost Two - 2:11
3. Lost Three - 3:33
4. Lost Four - 3:27
5. Lost Five - 2:28
6. Lost Six - 2:16
7. Lost Seven - 4:11
8. Lost Eight - 3:58
9. Lost Nine - 3:22
10. Lost Ten - 2:39
11. Lost Eleven - 3:49